# Mir Taki Mir
Mir Taki Mir (lub Mir Taqi Mir, właściwie Mohammad Taki; ur. 1722 w Allahabadzie, zm. 1810 w Lucknow) – poeta indyjski, piszący w języku urdu. 

## Życiorys
Urodził się w rodzinie muzułmańskiej. Ojciec zmarł, gdy Mir był jeszcze chłopcem. Do siedemnastego roku życia wychowywał go stryj, ale i on zmarł osieracając młodzieńca. Przez trzy lata Mohammad mający już pewne osiągnięcia poetyckie otrzymywał stypendium w wysokości jednej rupii dziennie od arystokraty Amira ul Umara. Mieszkał w tym czasie w Delhi. Musiał je jednak opuścić w czasie perskiej inwazji Nadir Szaha. Przeniósł się do Lucknow, lecz zawsze tęsknił za stolicą. Najlepsze wiersze Mira powstawały w trzech formach: gazeli (liryka miłosna), masnawi (moralitet lub przypowieść mistyczna) i kasydy (panegiryku). W swych wierszach Mir wychwalał wszechmoc Boga, pytając przy tym o powody nieszczęść widzialnego świata oraz często skarżył się na niespełnioną miłość. 
Polskiego przekładu gazeli Mir Taki Mira dokonali Janusz Krzyżowski i Surender Bhutani.